# جورج ماكغي
جورج ماكغي (بالإنجليزية: George McGhee)‏ (1883 في المملكة المتحدة - 9 أكتوبر 1944 في المملكة المتحدة) هو لاعب كرة قدم بريطاني (وحمل سابقاً جنسية المملكة المتحدة لبريطانيا العظمى وأيرلندا) في مركز الهجوم. لعب مع نادي دونكاستر روفرز وNewark Town F.C. ‏.